# Hemiolia

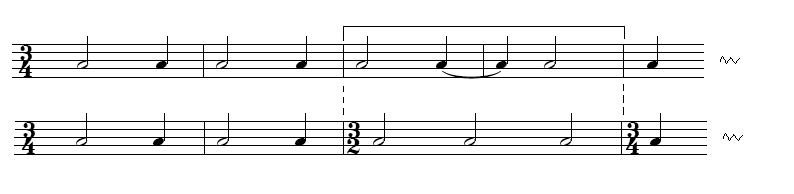
El compás hemiola está formado por la alternancia de compases de 6/8 y compases de 3/4.

La hemiolia (también llamada hemiola) en música es la razón métrica 3:2. El término equivalente en latín es sesquialtera. Por otra parte, el estilo hemiolia es un ritmo musical común en Nigeria.
Consta de dos compases de tres tiempos (como el compás de 3/4, por ejemplo) ejecutados como si fuesen tres compases de dos tiempos (como el de 2/4).
Al ejecutarlos alternadamente da como resultado el patrón rítmico de 1-2-3, 1-2-3, 1-2, 1-2, 1-2, etc.
Otra manera de analizarlo es como la alternancia entre un compás de 6/8 (1-2-3, 1-2-3) y un compás de 3/4 (1-2, 1-2, 1-2).

## Etimología
La palabra hemiola proviene del adjetivo griego ἡμιόλιος [hemiolios], que significa "que contiene uno y medio", "la mitad más", "en la relación de uno y uno y medio (3:2), como en los sonidos musicales".
Este término fue utilizado en un contexto teórico-musical por los primeros pitagóricos, tales como Hipaso de Metaponto y Filolao para describir el intervalo de una quinta justa.
Más tarde, autores como Aristóxeno y Claudio Ptolomeo emplearon esta denominación para describir los intervalos más pequeños, como por ejemplo el pyknon hemiólico cromático que es una y media veces el tamaño de un semitono integrando el pyknon enarmónico.
Ambas palabras, hemiola y sesquialtera, hacen alusión a la relación 3:2 y en el campo de la música fueron utilizadas primero para describir las relaciones de altura del sonido. De la división de la cuerda de un monocordio en esta razón se obtiene como resultado el intervalo de quinta justa. 
A comienzos del siglo XV ambas palabras se empezaron a usar también para describir las relaciones rítmicas, específicamente la sustitución (por lo general a través del uso de la coloración) de tres notas imperfectas por dos notas perfectas en tempus perfectum o en prolatio maior .

## Ritmo
En ritmo hemiola hace referencia a tres pulsos de igual valor en el tiempo normalmente ocupado por dos pulsos.

### Hemiola vertical:sesquialtera
El Diccionario Oxford de la Música muestra la hemiola como un 3:2 vertical (tres tiempos simultáneos con dos tiempos).

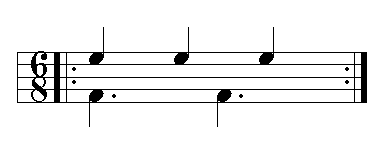
Hemiola vertical.

Este libro de texto establece que, aunque la palabra hemiola es comúnmente utilizada para valores duracionales tanto simultáneos como sucesivos, describir con ella una combinación simultánea de tres-contra-dos es menos exacto que hacerlo para la de los valores sucesivos; el «término preferido para una relación vertical de dos contra tres... es 'sesquialtera'».
El Nuevo Diccionario de Harvard de la Música señala que en algunos contextos, una sesquialtera es equivalente a una hemiola.
El diccionario New Grove Dictionary of Music and Musicians, por el contrario, ha mantenido desde su primera edición de 1880 hasta la más reciente de 2001 que los términos griegos y latinos son equivalentes e intercambiables, tanto en los ámbitos de la altura como del ritmo.
No obstante, David Hiley sostiene que, aunque similar en sus efectos, la hemiola propiamente dicha hace referencia a una ocurrencia momentánea de tres valores dobles en lugar de los dos valores triples, mientras que la sesquialtera representa un cambio de métrica proporcional entre secciones sucesivas.

### Hemiola horizontal
Algunos músicos se refieren a la siguiente figura como hemiola horizontal. El patrón consiste en un esquema de ritmo binario seguido de un esquema de ritmo ternario.

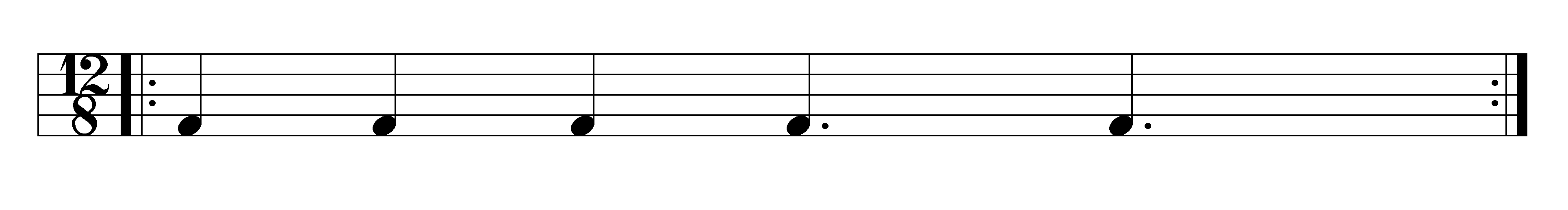
Hemiola horizontal.

Esta figura es un patrón de campana común en África, utilizado por el pueblo Hausa de Nigeria, en los tambores vudú haitianos, en el palo cubano así como en muchos otros sistemas de percusión. La figura también se utiliza en diversas músicas populares de América Latina como por ejemplo en el género cubano guajira. La hemiola horizontal sugiere una modulación métrica (3/4 que cambia a 6/8). Este cambio interpretativo ha sido explotado, por ejemplo por Leonard Bernstein en la canción "América" del musical West Side Story, como puede escucharse en el motivo principal (que sugiere un esquema de ritmo binario, seguido por un esquema de ritmo ternario).

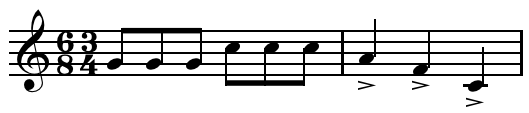
Hemiola horizontal.

### Música africana subsahariana

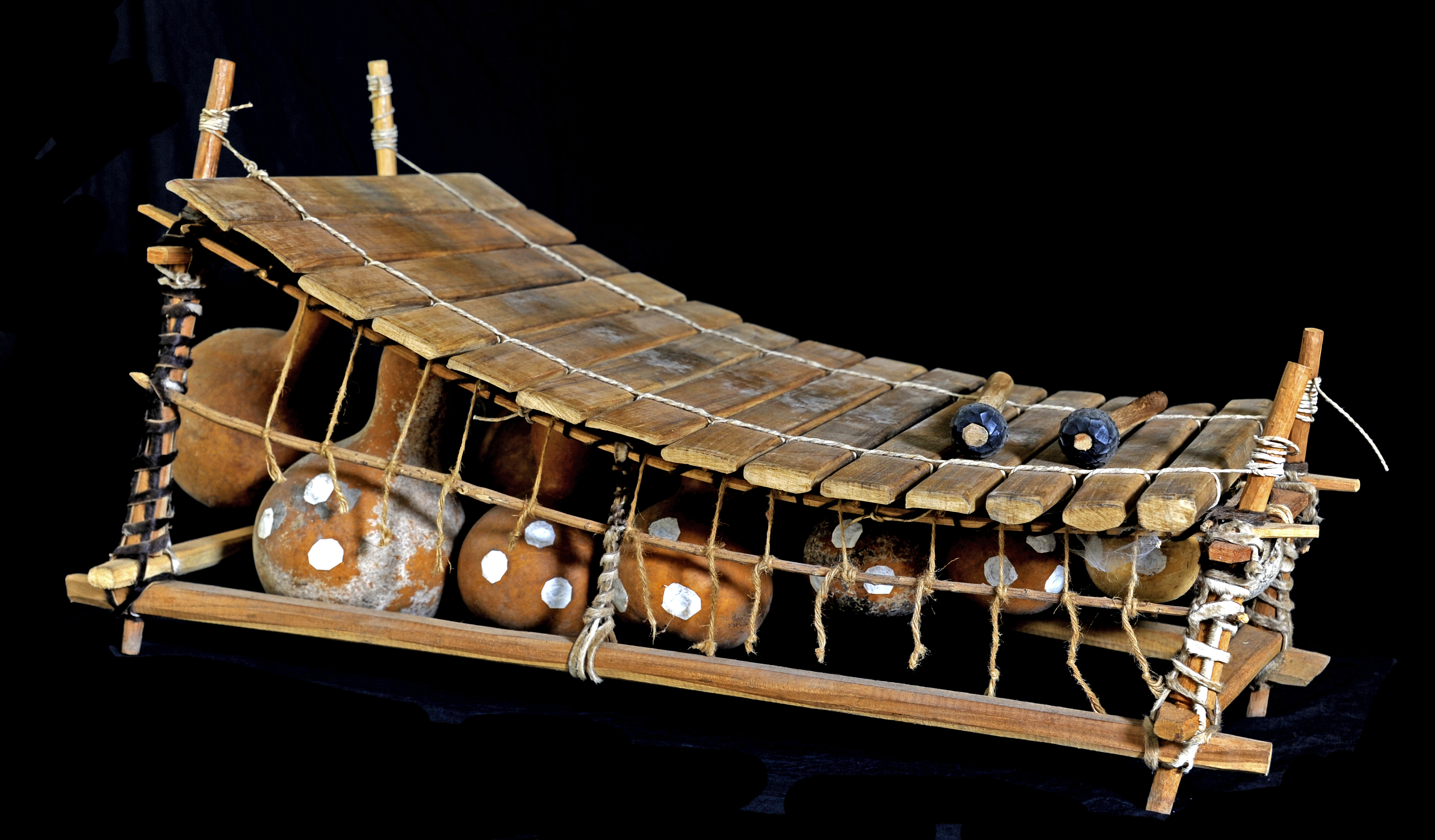
Gyil ghanés

Una hemiola vertical repetida se conoce como polirritmia, o más específicamente, rítmica en cruz. La célula rítmica más básica del África subsahariana es la rítmica en cruz 3:2. 
Novotney observa: «La relación de 3:2 (y [sus] permutaciones) son la base de las texturas polirrítmicas más típicas que se encuentran en las músicas del África occidental».
Agawu afirma: «[El] ritmo resultante [3:2] es la clave para la comprensión... no hay independencia aquí, porque 2 y 3 pertenecen a una sola 'Gestalt'».
En el siguiente ejemplo, un gyil ghanés interpreta una hemiola como base de una melodía en ostinato. La mano izquierda (las notas más graves) toca los dos tiempos principales, mientras que la mano derecha (notas superiores) hace sonar las los tres rítmicas en cruz.

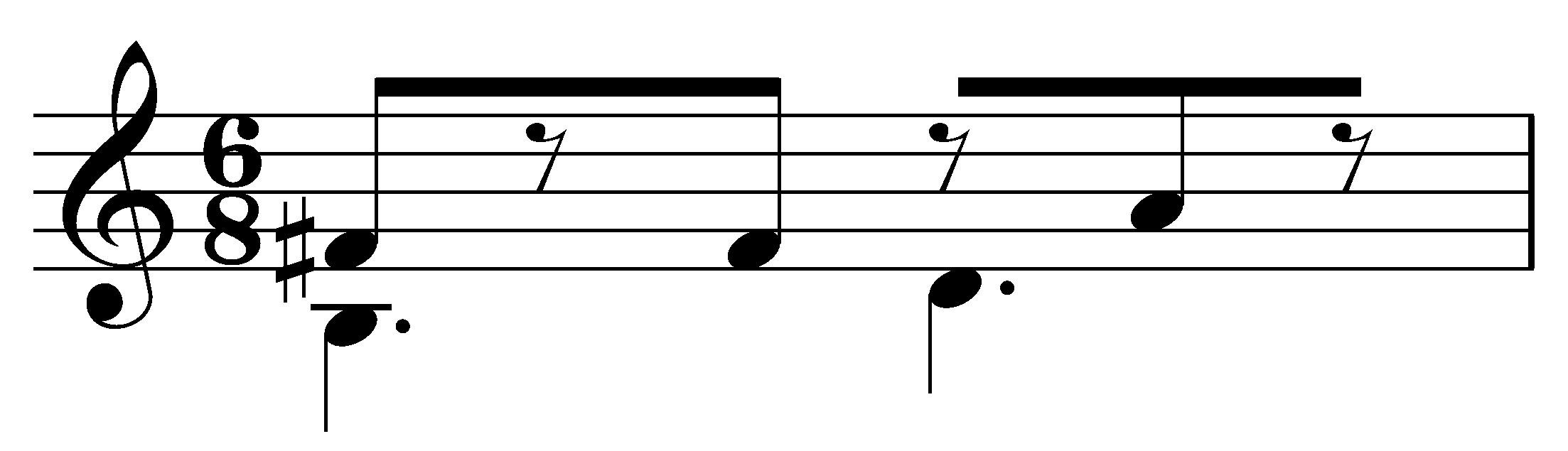
Gyil ghanés tocando una hemiola.

### Música europea
Desde alrededor del siglo XV, el término hemiola llegó a significar el uso de tres breves en un compás cuando el esquema métrico predominante tenía dos breves con puntillo en cada compás.
Esta utilización se amplió posteriormente hasta alcanzar su sentido actual de dos tiempos en un compás ternario simple articulados o fraseados como si fueran tres tiempos en un compás sencillo de división binaria. Un ejemplo se puede ver en los compases 64 y 65 de este fragmento del primer movimiento de la Sonata para piano n.º 12, K. 332 de Wolfgang Amadeus Mozart:

Sonata para piano K.332 de Mozart, extracto de una hemiola.

El efecto puede verse claramente en el pentagrama inferior, interpretado por la mano izquierda: los pulsos acentuados son los que tienen dos notas. Al escuchar este pasaje uno se da cuenta de que el pulso musical es el siguiente: "1 2 3, 1 2 3, 1 2, 1 2, 1 2".
La hemiola se encuentra en muchas piezas de la música del Renacimiento escritas en ritmo ternario.
La hemiola era una práctica común para finalizar los minuetos en la música del Barroco así como la gran mayoría de finales de frases en compás ternario. Sigue siendo la práctica común al interpretar música barroca francesa y española, ya sea en forma históricamente correcta o no. También A menudo, el término hemiolia se utiliza en este caso.
En el lenguaje musical actual, una hemiola es un patrón métrico en el que dos compases en compases ternarios simples (3/2 o 3/4, por ejemplo) se articulan como si fueran tres compases en un compás binario sencillo (2/2 o 2/4). En el siguiente ejemplo, el tercer y cuarto compases constituyen la hemiola.

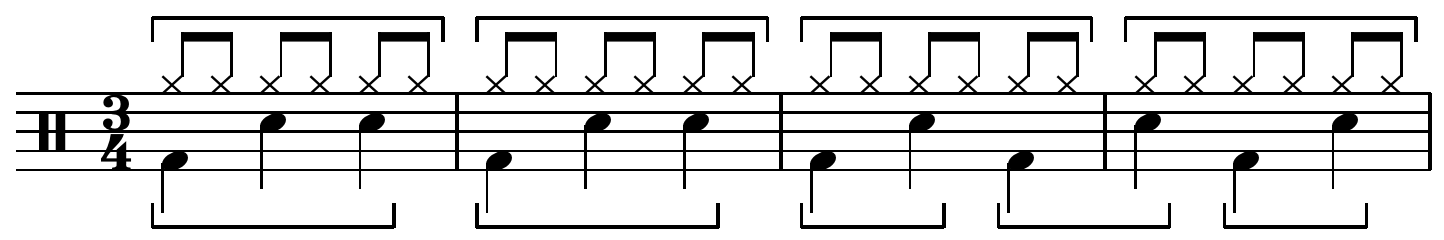
Hemiola para batería.

La interacción de dos grupos de tres notas con tres grupos de dos notas da un patrón distintivo de "1-2-3, 1-2-3, 1-2, 1-2, 1-2".

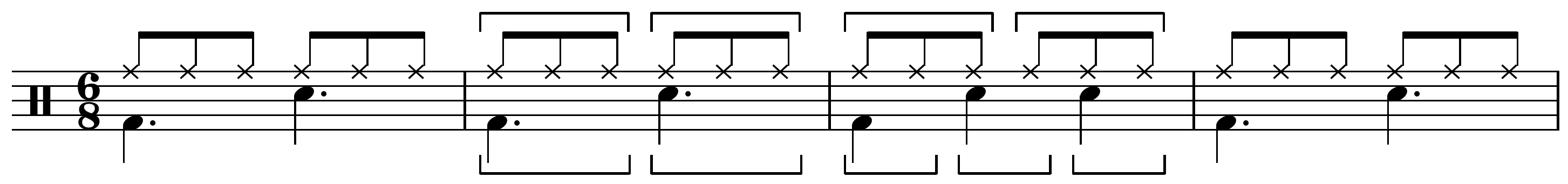
Hemiola arcaica

En el sentido moderno, las hemiolas suele producirse en ciertas danzas, en particular la courante. Entre los compositores de música clásica occidental que han utilizado ampliamente esta técnica se encuentran Claudio Monteverdi, Arcangelo Corelli, Georg Friedrich Händel, Carl Maria von Weber y la más representativa en la música de Johannes Brahms (por ejemplo, el inicio de la Sinfonía no. 3). Piotr Ilich Chaikovski utiliza con frecuencia hemiolas en sus valses. 
Las hemiolas son el impulso métrico que hace que un patrón rítmico de tres tiempos cambie a otro de dos tiempos (como en el ejemplo de Mozart más arriba), pero en que cambia de impulso de dos tiempos a uno de tres tiempos, el patrón de 2:3 se conoce como subsesquialtera.

## Armonía

### La quinta justa
Hemiola es la razón entre las longitudes de dos cuerdas, tres-contra-dos (3:2), que juntas forman un intervalo de quinta justa.
La relación de alturas en el temperamento justo de una quinta justa supone que la nota más aguda hace tres vibraciones en la misma cantidad de tiempo que la nota más grave que hace dos vibraciones. En el sistema de cent de medida de las alturas del sonido, la proporción de 3:2 se corresponde aproximadamente con 702 cents o un 2% de un semitono más amplio que siete semitonos. La quinta justa se puede escuchar cuando un violín está afinado: si las cuerdas adyacentes se ajustan a la proporción exacta de 3:2, el resultado es un sonido suave y consonante. De esa manera, el violín se siente como "afinado". Las quintas justas son, en exclusiva, la base del temperamento pitagórico y se emplean junto con otros intervalos sólo en el temperamento justo. La relación 3:2 de la quinta justa surge en la escala de do mayor afinada conforme al temperamento justo, entre Do y Sol.
Reproducirⓘ